# 泰奧加鎮區 (堪薩斯州尼歐肖縣)
泰奧加鎮區（英語：Tioga Township）是位於美國堪薩斯州尼歐肖縣的一個行政鎮區。

## 地方資料
泰奧加鎮區的面積為108.73平方千米，當中陸地面積為106.98平方千米，而水域面積為1.75平方千米。根據2010年美國人口普查的數據，當地共有人口885人，而人口密度為每平方千米8.14人。

## 外部連結
- US-Counties.com
- City-Data.com （页面存档备份，存于）